# Босна (село)
Босна (болг. Босна) — село в Болгарии. Находится в Силистренской области, входит в общину Ситово. Население составляет 387 человек.

## Политическая ситуация
В местном кметстве Босна, в состав которого входит Босна, должность кмета (старосты) исполняет Небает  Шукри Сюлейман (Движение за права и свободы (ДПС)) по результатам выборов.
Кмет (мэр) общины Ситово — Николай Георгиев Неделчев (Болгарская социалистическая партия (БСП)) по результатам выборов.